# مصرف التعاون الإسلامي للاستثمار
مصرف التعاون الإسلامي للاستثمار مصرف عراقي أهلي أُسس عام 2007، يبلغ رأس المال للمصرف 250 مليار دينار.